# Сан Бернардино (Равена)
Сан Бернардино је насеље у Италији у округу Равена, региону Емилија-Ромања.
Према процени из 2011. у насељу је живело 560 становника. Насеље се налази на надморској висини од 6 м.